# Victor Bulat
Victor Bulat (ur. 5 stycznia 1985) – mołdawski piłkarz, od 2012 roku grający w klubie FC Tiraspol. Występuje na pozycji pomocnika. W reprezentacji Mołdawii zadebiutował w 2008 roku. Do 16 listopada 2013 roku rozegrał w niej 8 meczów.